# Ada Lai
Ada Lai (chin.: 黎雅婷, * 1975 in Hongkong; als Lai Nga-ting) ist eine chinesische Komponistin und Musiktheoretikerin.

## Leben
Lai studierte Klavier am Trinity College of Music in London. Sie erlangte das LTCL-Diplom. 1997 erreichte sie den Bachelor of Arts in Musik von der Chinese University of Hong Kong (CUHK). 1998 folgte der Master of Music in Komposition mit dem Thema A Portfolio of Music Compositions und 2000 der Master of Philosophy in Musiktheorie mit dem Thema The Issue of Time in Messiaen's Music. Zu ihren Lehrern gehören Chan Wing-wah, Victor Chan und Cheong Wai-ling. Von der University of Melbourne erwarb sie 2004 den Ph.D. bei Brenton Broadstock und  Linda Kouvaras mit der Arbeit The Issue of Time in Quatrain II (1977) by Tōru Takemitsu.
Ihre Werke wurden bei den ISCM World Music Days 2002 in Hongkong, bei Konzerten der International Alliance for Women in Music in Washington D.C. und bei Festivals der Asian Composers League dargeboten. Musiker wie das Hong Kong Philharmonic Orchestra, das Ensemble Contrasts, das Eastern Winds Ensemble und Next Mushroom Promotion führten ihre Werke auf.
2010 wurde ihr Werk Vibrissae (UA Ensemble Sortisatio) der Tribune internationale des compositeurs vorgestellt und war Finalist bei den 2010 CASH Golden Sail Music Awards in der Kategorie Best Serious Composition.
Sie arbeitet als Dozentin an der CUHK. Lai ist zudem Sekretärin der Hong Kong Composers’ Guild.

## Preise und Stipendien
- 1997: Fakultätspreis für Musik am Chung Chi College, CUHK
- 1997: Bernard Van Zuiden Music Prize
- 1997: Yu-Luan Shih Award des Chung Chi College, CUHK
- 1997: CASH Scholarship
- 1997: Jahrgangsbeste am Chung Chi College, CUHK
- 1998: CASH Scholarship
- 2000: Zweiter Preis bei der Millennium Music Competition
- 2000: Melbourne International Fee Remission Scholarship
- 2001: Melbourne Abroad Travelling Scholarship